# De Bjirmen
De Bjirmen, ook De Bieren, is de verzamelnaam voor Oosterbierum, Sexbierum en Pietersbierum in Franekeradeel (en het vroegere verdronken Westerbierum met omgeving in Barradeel). Sixtbarra, hoe Sexbierum vroeger geschreven werd, lag in het centrum van de voormalige gemeente Barradeel en was er lange tijd de hoofdplaats van. De namen van deze dorpen, wat men nu de bjirmen/bierumen noemt, eindigden allen op "barra". Aan deze uitgang zou de gemeentenaam "Barradeel" ontleend zijn. 
Berim komt van bere dat huis of schuur betekent. Het betekent dus iets als Bij de huizen, te vergelijken met de buurtschap De Bieren onder Waaxens, Bierum in Groningen en Loga Berum in Oost-Friesland. 
De Bjirmen is een streek met een eigen (klei-)Fries dialect.